# Liste des parcs municipaux de Trois-Rivières

Parc de l'Île Saint-Quentin.

Liste des parcs municipaux de Trois-Rivières, par secteurs de la ville, en ordre alphabétique :

## Secteur Trois-Rivières
- Parc de la 14e rue
- Parc Adélard-Dugré
- Parc Albert-Gaucher
- Parc Benoît-Bégin
- Parc Blandine-Neault
- Parc du Cardinal-Roy

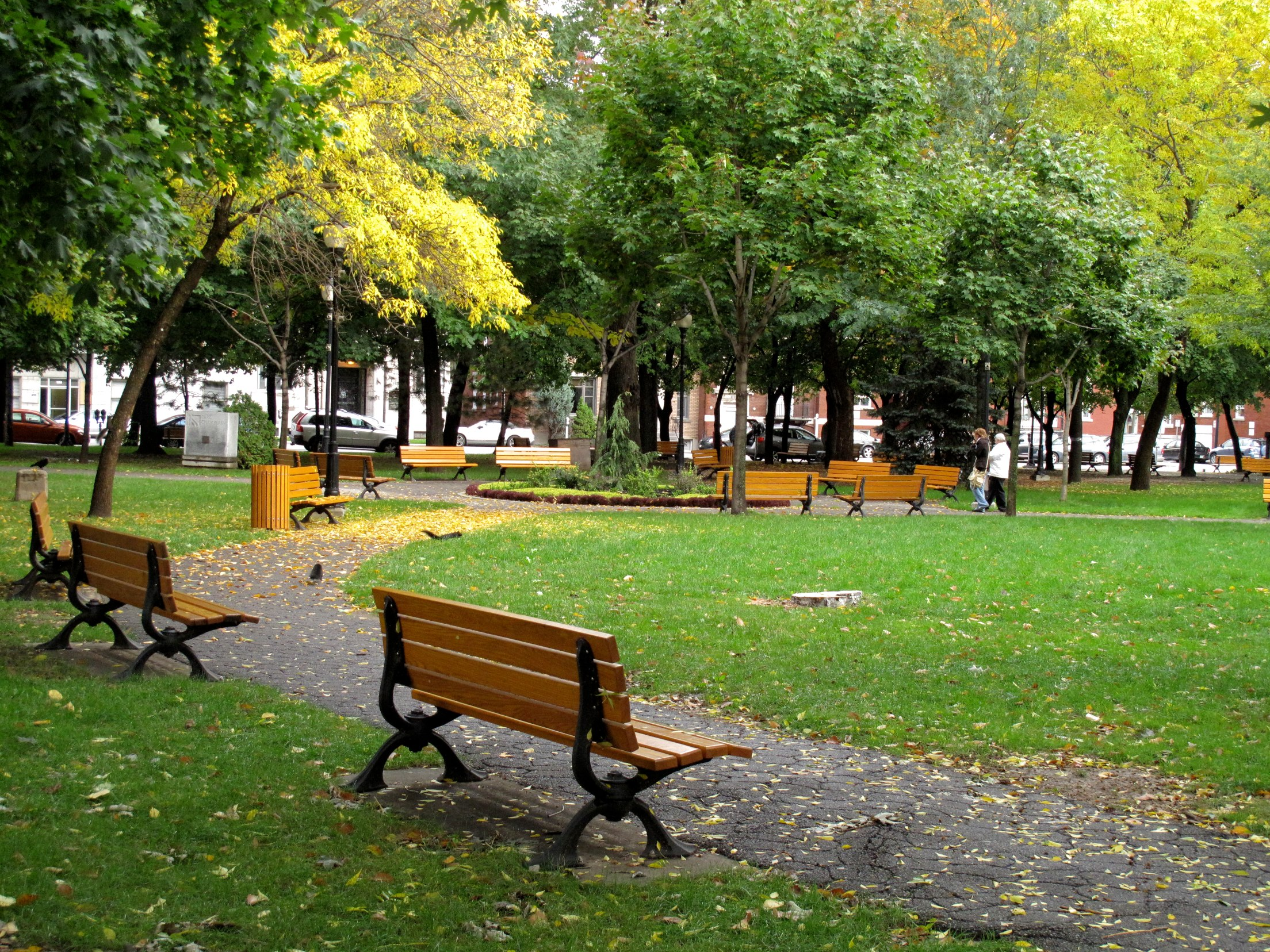
Parc Champlain.

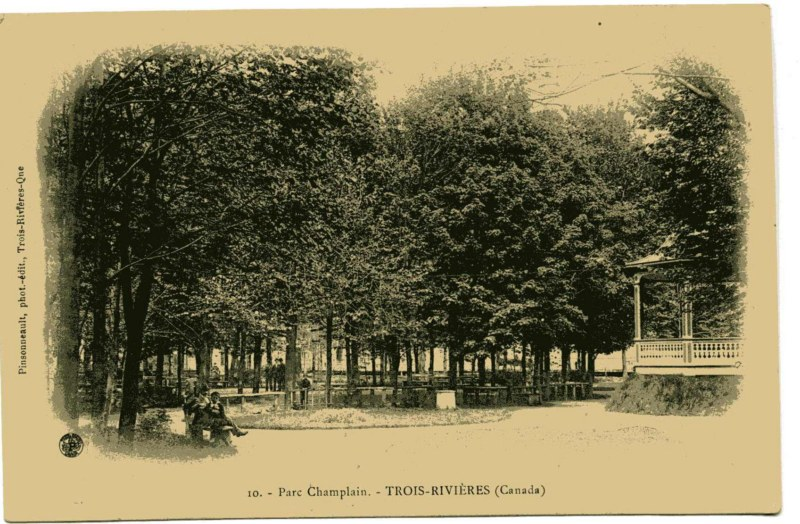
Le parc Champlain vers 1880, par P.-F. Pinsonneault.

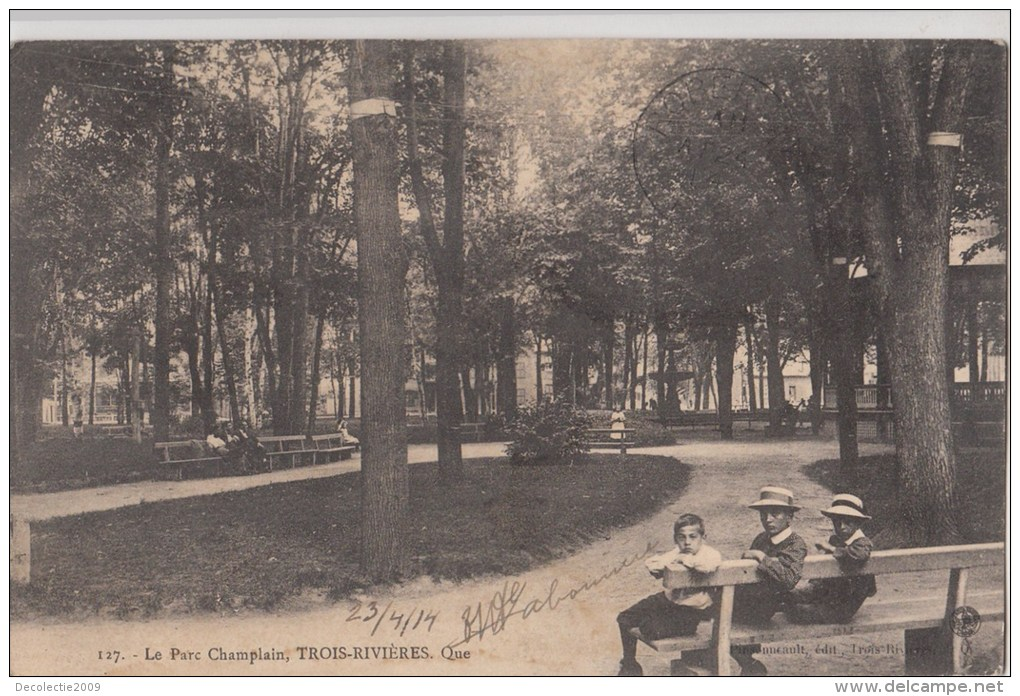
Carte postale du parc Champlain en 1914.

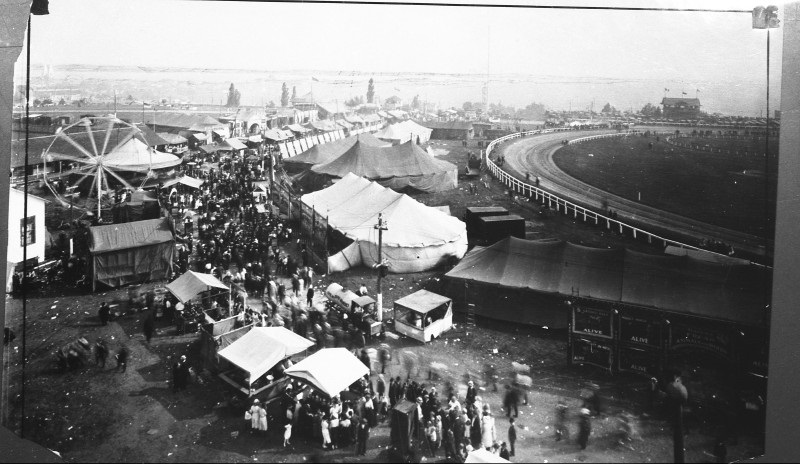
Parc de l'Exposition, vers 1920.

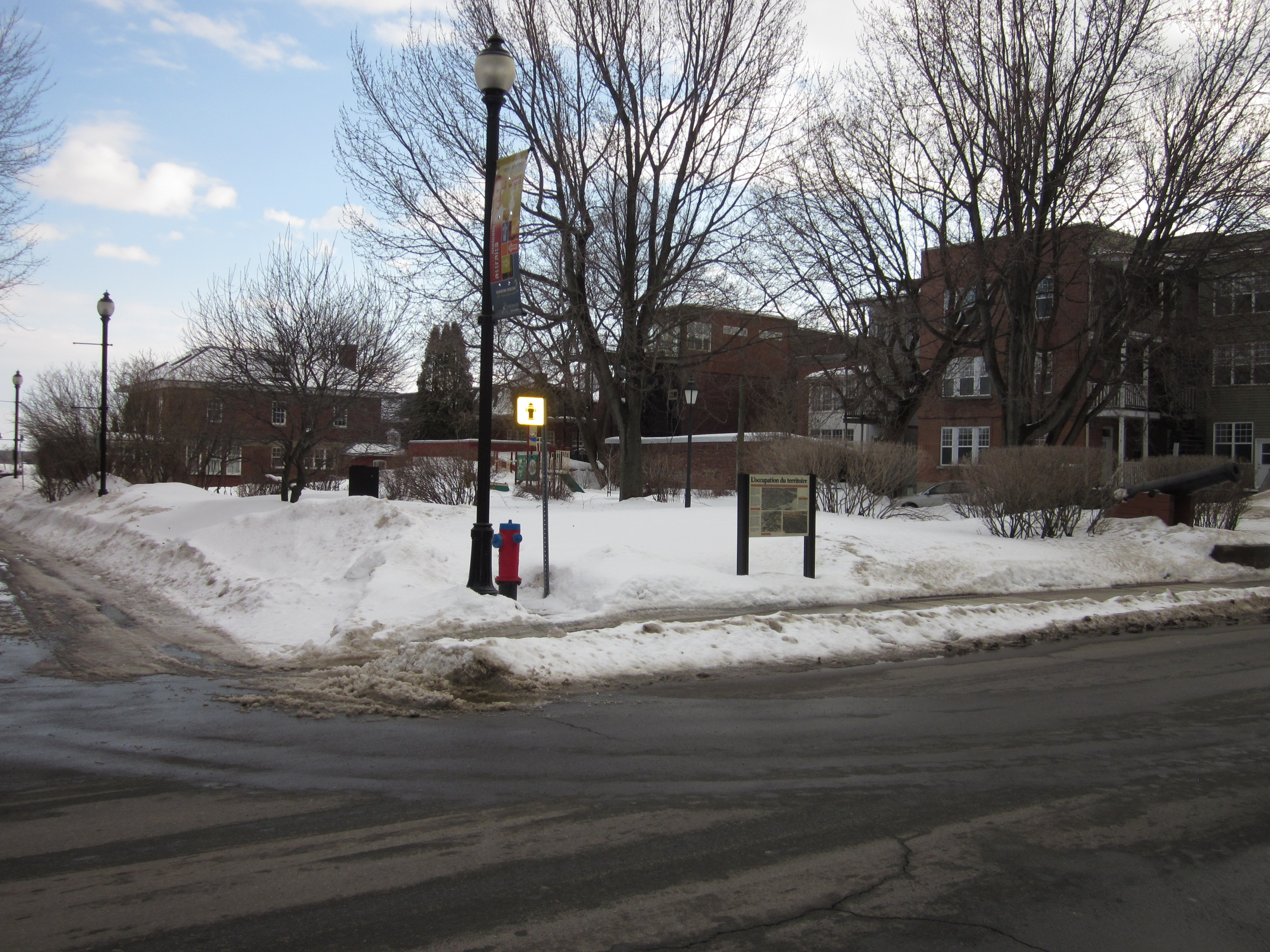
Parc de la place d'Armes. Site du patrimoine culturel canadien, numéro 5251 dans le Répertoire canadien des lieux patrimoniaux.

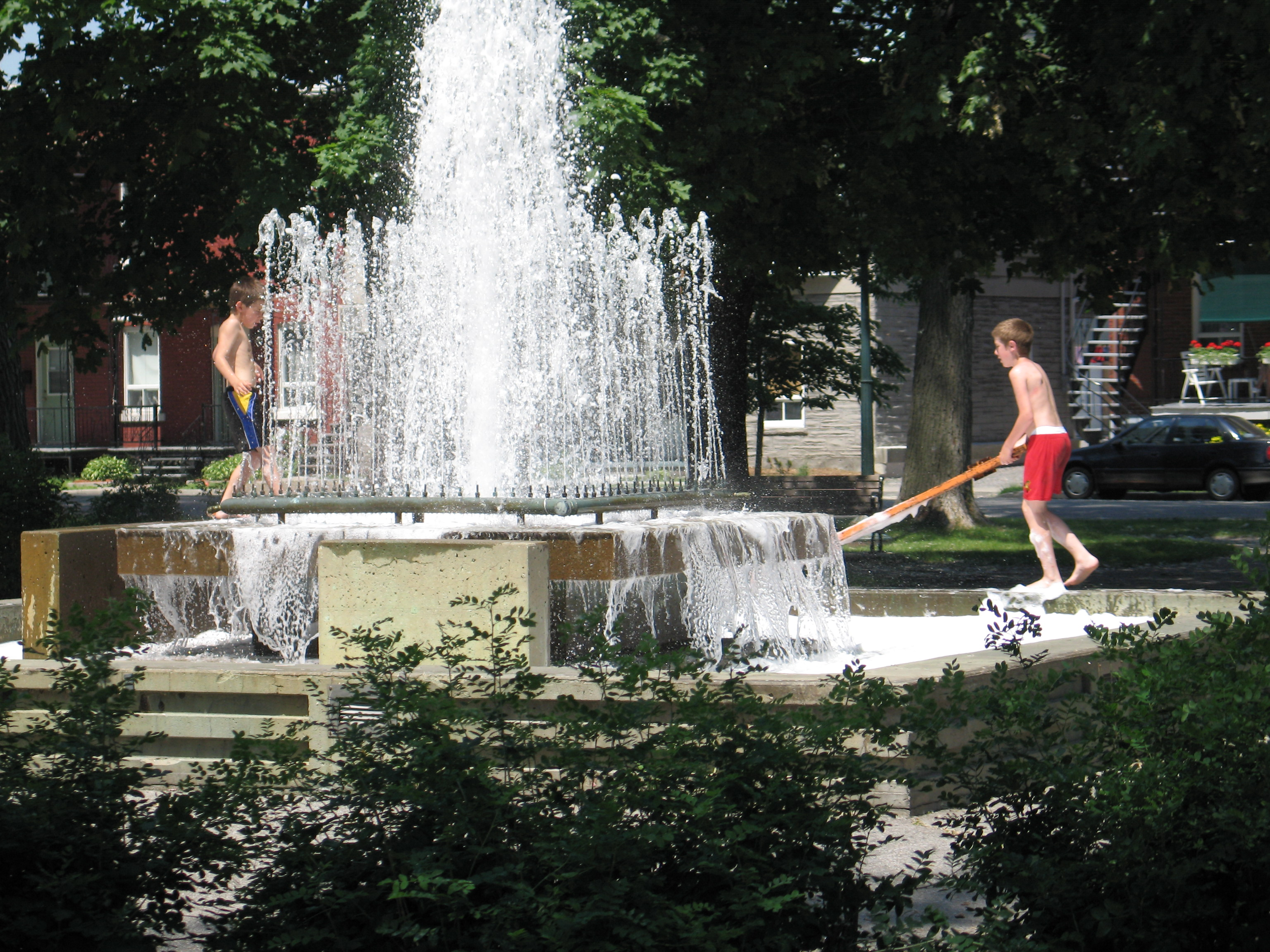
Parc Victoria.

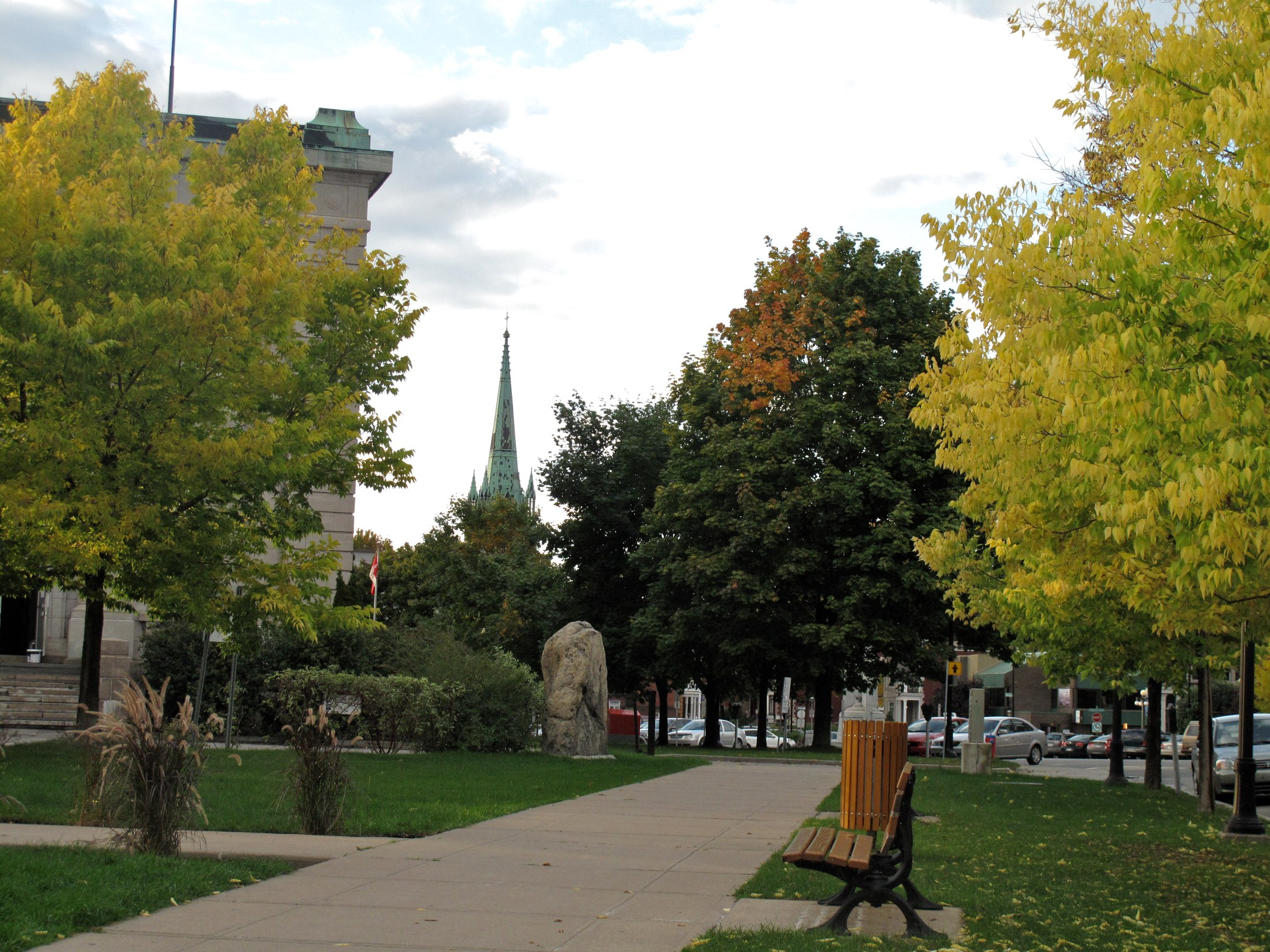
Parc du Platon.

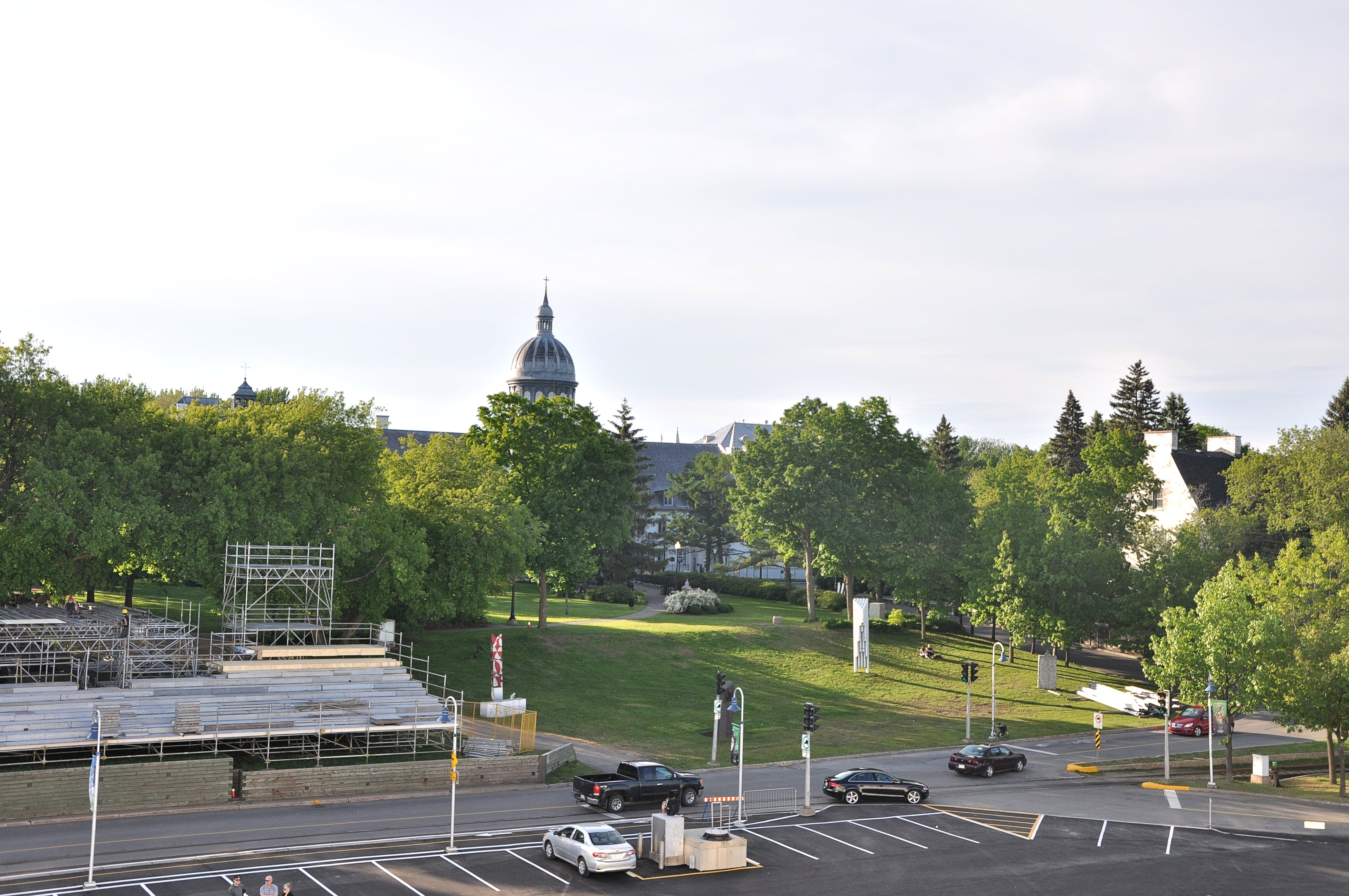
Parc du Jardin des Ursulines.

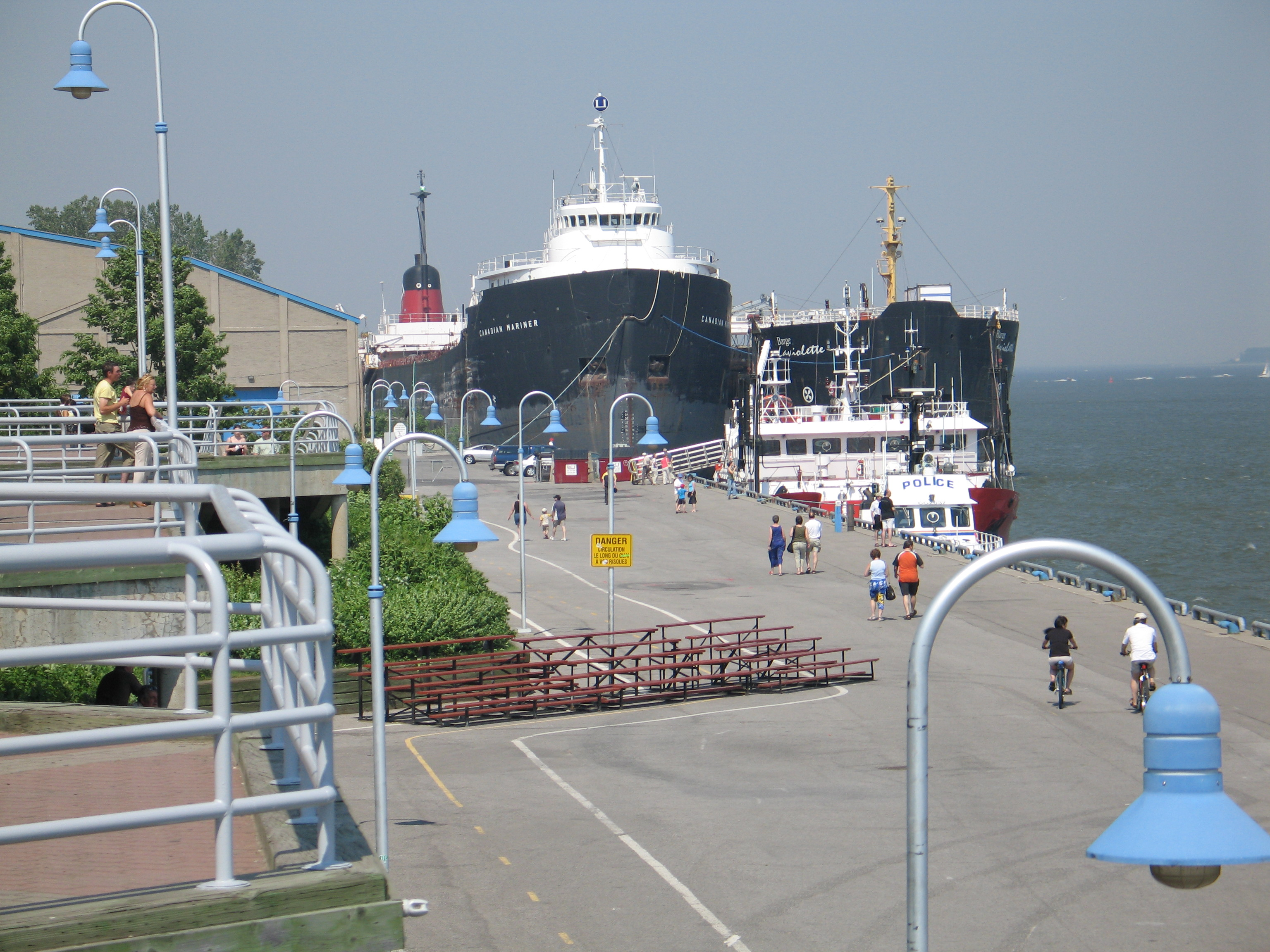
Parc portuaire.

- Parc du Centre de loisir Multi-Plus
- Parc du Château
- Parc Champlain
- Parc Claude-Savary
- Parc de l'École-Alternative-Saint-Sacrement
- Parc de l'École-Le P'tit Bonheur
- Parc-école Marie-Leneuf
- Parc-école Mauricie English Elementary School
- Parc de l'École-Saint-Michel
- Parc de l'École-Saint-Pie-X
- Parc de l'École secondaire des Pionniers - Pavillon Sainte-Ursule
- Parc Élisabeth-Bégon
- Parc Émilien-Labarre
- Parc de l'Espéranto
- Parc Estelle-Lacoursière
- Parc de l'Exposition
- Parc du Fief
- Parc Fortin
- Parc François-Raymond
- Parc Georges-E-Côté
- Parc Germain-Deschênes
- Parc Gilles-Lupien
- Parc De la Girardière
- Parc Hector-Héroux
- Parc Hector-Langevin
- Parc de l'Île Saint-Quentin
- Parc Isabeau
- Parc du Jardin des Ursulines
- Parc Jean-Béliveau
- Parc Jean-Nicolet
- Parc Jean-Paul-Lavergne
- Parc Laflèche
- Parc Lambert
- Parc Lemire
- Parc Léo-Ayotte
- Parc De Longueuil
- Parc Louis-Pinard
- Parc Magnan
- Parc du Père-Marsolet
- Parc Pie-XII
- Parc de Pierriche
- Parc de la place d'Armes
- Parc des Plaines
- Parc du Platon
- Parc portuaire
- Parc de la Promenade Trois-Rivières sur Saint-Laurent
- Parc Roland-Leclerc
- Parc Saint-Jean
- Parc Saint-Jean-de-Brébeuf
- Parc Saint-Sacrement
- Parc Sainte-Marguerite
- Parc Sainte-Thérèse
- Parc Victoria (Place des Patriotes)
- Parc Vivian-Dober

## SecteurTrois-Rivières-Ouest
- Parc d'Anjou
- Parc Armand-Charbonneau
- Parc Bellefeuille
- Parc Borduas
- Parc Brunet
- Parc Cambrai
- Parc Casgrain
- Parc de la Charente
- Parc Corbeil
- Parc Châtelaine
- Parc de l'École-du-Bois-Joli
- Parc de l'école Les Terrasses

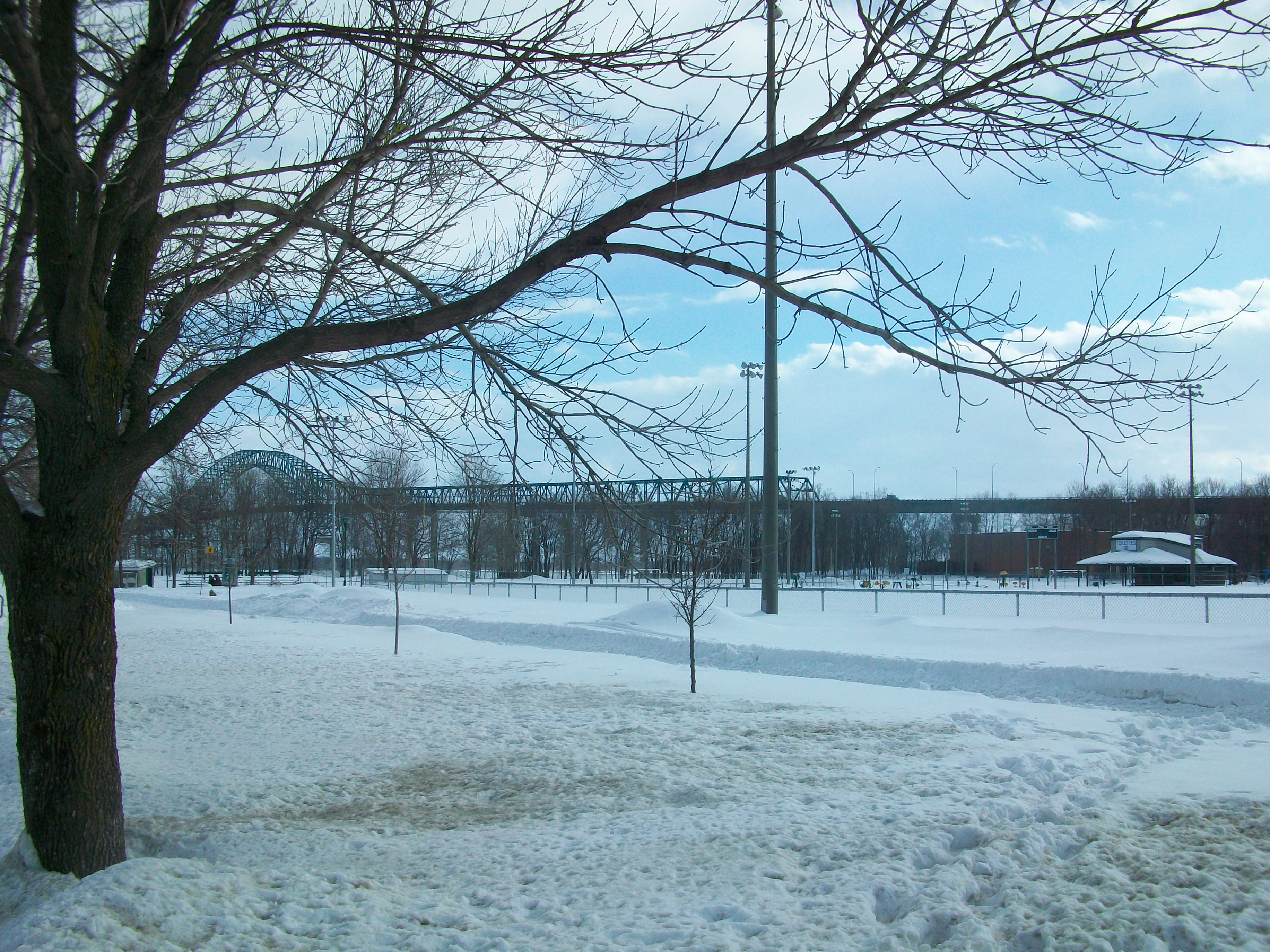
Parc Laviolette en hiver.

- Parc de l'école Marguerite-Bourgeois
- Parc de l'école Saint-Dominique
- Parc de l'École-Sainte-Catherine-de-Sienne
- Parc de l'Érablière
- Parc Frontenac
- Parc Gadbois
- Parc Garceau
- Parc J.-Marcel-Laflamme
- Parc Labossière
- Parc Laviolette
- Parc Leclerc
- Parc Le Royer
- Parc de la Loire
- Parc Marion
- Parc de Marseille
- Parc Mauriac
- Parc d'Orléans
- Parc du Pavillon-Richelieu
- Parc Quirion
- Parc Rosemont
- Parc des Ruisseaux
- Parc de Saint-Bruno
- Parc des Terrasses-du-Fleuve

## SecteurCap-de-la-Madeleine
- Parc de l'Académie les Estacades
- Parc Chapais
- Parc des Chenaux
- Parc Claude-Champoux
- Parc des Capitales
- Parc Dessureault
- Parc de l'École-du-Boisé-des-Pins
- Parc de l'École-Dollard
- Parc de l'École-du-Monseigneur-Comtois et de la Passerelle
- Parc de l'École-de-Musique Jacques-Hétu
- Parc de l'École-Saint-Eugène
- Parc de l'École-Saint-Gabriel-Archange
- Parc de l'École-Sainte-Madeleine
- Parc promenade des Estacades
- Parc des Grives
- Parc Jean-Cusson
- Parc Jean-Perron
- Parc Lamy
- Parc Lionel-Rheault
- Parc de Madrid
- Parc Marguerite-Hayet
- Parc Martin-Bergeron
- Parc de Monseigneur-Cloutier
- Parc de Monseigneur-Laflèche
- Parc du Moulin
- Parc de Moscou
- Parc des Oblats
- Parc Des Ormeaux
- Parc Père-Breton
- Parc Robert-Bourassa
- Parc Robert-Drouin
- Parc Rochefort

## SecteurSaint-Louis-de-France
- Parc Caron
- Parc Carrière
- Parc Larouche
- Parc Masse
- Parc Ouellet
- Parc du Pavillon Saint-Louis
- Parc de la Terre-des-Loisirs

## SecteurSainte-Marthe-du-Cap
- Parc Jean-Marie-Beaudoin
- Parc Norbert
- Parc P.Dizy-Montplaisir
- Parc des Pionniers
- Parc des Prairies
- Parc Roger-Guilbault
- Parc Sicotte

## SecteurPointe-du-Lac
- Parc André
- Parc de l'Anse
- Parc Antoine-Gauthier
- Parc Beauvallon
- Parc de l'École-Beau-Soleil
- Parc de l'École-Notre-Dame
- Parc de la Forêt
- Parc de la Grande-Allée
- Parc des Iris
- Parc des Sarcelles
- Parc des Sittelles
- Parc des Seigneurs
- Parc Le sentier Forestia